# Geórgios Daloúkas
Geórgios Daloúkas (en grec : Γεώργιος Δαλούκας), souvent appelé Yórgos Daloúkas (Γιώργος Δαλούκας ; né le 11 juillet 1970) est un arbitre grec de football.

## Biographie
Il officie dans le championnat de Grèce. Faisant partie de la catégorie 3, il obtient une promotion au début de la saison 2010-2011 devenant arbitre de la catégorie 2, cela lui permet d'arbitrer des matchs en Ligue Europa.
Son premier match européen dans une phase de poule est la confrontation en les Red Bull Salzbourg et Manchester City (0-2) où il ne sort que deux fois le carton jaune.
Il officia aussi pour le Championnat chypriote le 9 mai 2010 pour le match APOEL Nicosie/Apollon Limassol (3-2), c'est son seul match à Chypre.